# The Capitol Albums, Volume 2
The Capitol Albums, Volume 2 is een boxset van de Britse band The Beatles. De boxset bestaat uit vier albums die The Beatles via Capitol Records enkel in de Verenigde Staten hebben uitgebracht. Destijds was het de gewoonte om albums van Britse artiesten aan te passen aan de Amerikaanse markt. Het album The Early Beatles en veel nummers op Beatles VI werden voor het eerst in stereo uitgebracht. Van alle albums zijn een stereo- en een monoversie aanwezig. De boxset werd op 11 april 2006 uitgebracht. Op die dag was het precies 42 jaar geleden dat The Beatles een recordaantal van veertien nummers in de Billboard Hot 100 hadden staan; een week eerder bezetten zij de eerste vijf posities in de lijst.
Hoewel de boxset enkel uit Amerikaanse albums bestaat, werd deze in april 2006 wereldwijd uitgebracht. De boxset behaalde plaats 46 in de Amerikaanse Billboard 200 en kreeg op 19 mei 2006 in dit land een gouden status.

## Albums
| # | Album                            | Releasedatum     |
| - | -------------------------------- | ---------------- |
| 1 | The Early Beatles                | 22 maart 1965    |
| 2 | Beatles VI                       | 14 juni 1965     |
| 3 | Help! (Amerikaanse versie)       | 13 augustus 1965 |
| 4 | Rubber Soul (Amerikaanse versie) | 6 december 1965  |